# Strada europea E761
La strada europea E761 è una strada europea che collega Bihać a Zaječar. Come si evince dalla numerazione, si tratta di una strada di classe B posta nell'area delimitata a nord dalla E70, a sud dalla E80, ad ovest dalla E65 e ad est dalla E75.

## Percorso
La E761 è definita con i seguenti capisaldi di itinerario: "Bihać - Jajce - Donji Vakuf - Zenica - Sarajevo - Užice - Čačak - Kraljevo - Kruševac - Pojate - Paraćin - Zaječar".